# Världsmästerskapen i bågskytte 1934
Världsmästerskapen i bågskytte 1934 arrangerades i Båstad i Sverige mellan den 3 och 4 augusti 1934.

## Medaljsummering

### Recurve
| Event                          | Guld                   | Silver               | Brons                  |
| Herrarnas individuella tävling | Henry Kjellson (SWE)   | Emil Heilbron (SWE)  | Oscar Kessels (BEL)    |
| Damernas individuella tävling  | Janina Kurkowska (POL) | Anna Moczulska (POL) | Elsa Waldenström (SWE) |
| Herrarnas lag                  | Sverige                | Belgien              | Tjeckoslovakien        |
| Damernas lag                   | Polen                  | Sverige              | Ingen utsedd           |

### Medaljtabell
| Pl. | Nation          | Guld | Silver | Brons | Totalt |
| --- | --------------- | ---- | ------ | ----- | ------ |
| 1   | Sverige         | 2    | 2      | 1     | 5      |
| 2   | Polen           | 2    | 1      | -     | 3      |
| 3   | Belgien         | -    | 1      | 1     | 2      |
| 4   | Tjeckoslovakien | -    | -      | 1     | 1      |